# Kairos (serie de televisión)
Kairos (Hangul: 카이로스; RR: Kairoseu), es una serie de televisión surcoreana transmitida del 26 de octubre de 2020 hasta el 22 de diciembre del 2020, a través de MBC.

## Sinopsis[4]
Kim Seo-jin, es un hombre que sólo se esfuerza para lograr el éxito en su vida y gracias a sus esfuerzos, se ha convertido en el ejecutivo más joven de su empresa. Su vida es perfecta, su esposa es la bella violinista Kang Hyun-chae y la pareja tiene una adorable hija, Kim Da-bin.
Sin embargo su aparente maravillosa vida se detiene cuando su pequeña hija es secuestrada, lo que ocasiona que caigan en una profunda desesperación. Decidido a cambiar el pasado y el momento en el que secuestraron a Da-bin, Seo-jin logra contactarse con Han Ye-ri, un mes en el pasado.
Por otro lado, Ye-ri es una mujer ocupada con sus estudios y su trabajo de medio tiempo, cuyo objetivo es ganar el suficiente dinero para poder pagar la operación de su madre enferma. Sin embargo su vida da un vuelco, cuando su madre desaparece, lo que ocasiona que Ye-ri caiga en desesperación y es cuando  termina contactando a Seo-jin en el futuro.
Ambos se unirán para poder descubrir la verdad sobre las desapariciones de sus seres queridos.

## Reparto

### Personajes principales[8][9]
| Actor                                | Personaje      | N.º de episodios | Notas |
| ------------------------------------ | -------------- | ---------------- | --- |
| Shin Sung-rok Lee Jung-joon          | Kim Seo-jin    | 16 5             | Es el director más joven de una empresa de construcción que logra el éxito después de trabajar incansablemente, pero pierde todo debido a un desafortunado incidente y para revertir su desgracia, comienza a comunicarse con Han Ye-ri, quien vive en el pasado. Está casado con Kang Hyun-chae y la pareja tiene una hija Kim Da-bin. |
| Lee Se-young Park Seo-kyung Lee A-ra | Han Ye-ri      | 16               | Es una mujer que lucha por sobrevivir en su difícil vida y que pronto cae en desesperación cuando su madre Kwak Song-ja, desaparece de repente. |
| Ahn Bo-hyun                          | Seo Do-kyun    | 16               | Es el capaz compañero de trabajo, la mano derecha de Kim Seo-jin en la empresa de construcción. Poco después se revela su verdadera personalidad peligrosa y que mantenía una aventura con Kang Hyun-chae, la esposa de Seo-jin, con quien organizó el secuestro de Da-bin. Más tarde, Do-kyun descubre que Hyun-chae nunca había estado interesanda en él y que sólo lo estaba utilizando, también descubre que ella planeaba abandonarlo una vez que consiguiera dinero y nuevos pasaportes para ella y Da-bin. |
| Nam Gyu-ri Kim Yeon-seo              | Kang Hyun-chae | 16 6             | Es una atractiva violinista que parece tener la familia perfecta como esposa de Kim Seo-jin y madre de Kim Da-bin, hasta que se enfrenta al secuestro de su hija. Aunque parece inocente, poco después se revela que en realidad Hyun-chae mantiene una aventura con Seo Do-kyun, la mano derecha de Seo-jin. Poco después se revela que junto a él, organizaron el secuestro de Da-bin. Hyun-chae no tiene miedo de cometer un asesinato con el fin de alcanzar sus objetivos. Más tarde se descubren varias cosas, entre ellas, que Hyun-chae había sido la responsable de prenderle fuego a su casa cuando era joven y haber matado a su propio padre a los diecisiete años, haber incapacitado a su amiga del orfanato para poder ser adoptada por una familia rica en su lugar, haber eliminado a su spadres adoptivos cuando estaban en quiebra, haber trabajado en un bar y haber mentido sobre sus antecedentes para poder casarse. |

### Personajes secundarios
| Actor           | Personaje            | N.º de episodios | Notas |
| --------------- | -------------------- | ---------------- | --- |
| Kang Seung-yoon | Lim Geon-wook        | -                | Es el mejor amigo de Han Ye-ri y Park Soo-jung. |
| Shim Hye-yun    | Kim Da-bin           | -                | Es la hija de Kim Seo-jin y Kang Hyun-chae. |
| So Hee-jung     | Jung Hye-kyung       | -                | Es la niñera de Kim Da-bin, la hija de Kim Seo-jin y Kang Hyun-chae. Debido a que Seo-jin y su esposa están fuera del trabajo con frecuencia rara vez ven a su hija, por lo que Hye-kyung es vista como una figura materna para Da-bin. |
| Hwang Jung-min  | Kwak Song-ja         | -                | Es la amorosa madre de Han Ye-ri. |
| Lee Joo-myung   | Park Soo-jung        | -                | Es la mejor amiga de Han Ae-ri y Lim Geon-wook. |
| Shin Goo        | Yoo Seo-il           | -                | Es el presidente de la compañía de construcción "Yoojong Construction", a quien Kang Hyun-chae intenta sacarle dinero para huir. |
| Jo Dong-in      | Lee Taek-kyu         | -                | Es un empleado de la compañía "Yoojong Construction", quien se cree es cómplice de Kim Jin-ho en el secuestro de Kim Da-bin. |
| Im Chul-hyung   | Det. Park Ho-young   | -                | Es un detecitve. |
| Jeon Kwang-jin  | Det. Choi Deok-ho    | -                | Es un detective. |
| Lee Tae-goo     | Det. Kang Byeong-suk | -                | Es un detective. |
| Ko Kyu-pil      | Kim Jin-ho           | -                | Es un hombre que confiesa ser el responsable del secuestro de Kim Da-bin. Revelando que el motivo de su crimen era la muerte de su hijo debido al uso ilegal de materiales por parte de "Yoojong Construction".                         |
| Kwon Hyuk       | Han Tae-gil          | -                | |

### Otros personajes
| Actor          | Personaje        | N.º de episodios | Notas                                                    |
| -------------- | ---------------- | ---------------- | -------------------------------------------------------- |
| Jung Sung-joon | Det. Lee Tae-woo | -                | Es un detective.                                         |
| Lee Yoon-sang  | -                | 1-2              | Es un ejecutivo.                                         |
| Seo Myung-chan | -                | 1-2              | Es un ejecutivo.                                         |
| Jo Nam-hee     | -                | 1-2              | Es un ejecutivo de "Yujung Construction".                |
| Park Eun-young | -                | 1, 3             | Es la dueña de una tienda de conveniencia.               |
| Lee Jong-goo   | Ministro Park    | 1                | Es un ministro.                                          |
| Won Chun-gyu   | -                | 1                | Es un doctor.                                            |
| Shin Seo-woo   | -                | 1                |                                                          |
| Ham Gun-soo    | -                | 1                | Es un hombre borracho.                                   |
| Bae Eun-woo    | -                | 1                | Es una enfermera.                                        |
| Uhm Ja-yoon    | -                | 2                | Es un detective.                                         |
| Choi Soo-hyun  | -                | 2-3              | Es una recepcionista.                                    |
| Seo Hee        | -                | 2-3              | Es una enfermera.                                        |
| Mi So-yun      | -                | 2-3              | Es una enfermera.                                        |
| Kim Ji-su      | -                | 2, 7             | Es una instructora de la guardería.                      |
| Kwak Na-yeon   | -                | 2                | Es la dueña de una casa.                                 |
| Yang Chang-wan | -                | 2                | Es el maestro de aula de Han Ye-ri.                      |
| Seo Hye-jin    | Kim Ji-ah        | 3                | Es la secretaria de Kim Seo-jin.                         |
| Eom Ji-man     | -                | 3                | Es un detective.                                         |
| Bae Bo-ram     | -                | 3                | Es una empleada del servicio de salud.                   |
| Cha Sang-mi    | -                | 3                | Es una empleada de "Sky Kids Cafe".                      |
| Park Kang-sub  | -                | 3                | Es un empleado del taller de reparación de computadoras. |
| Lee Dong-kyu   | Lee Dong-gyu     | 3                | Es un reportero de la NBC.                               |
| Heo Seon-haeng | -                | 3                | Es una gente de bienes raíces.                           |
| Hong Boo-hyang | -                | 3                | Es una agente de bienes raíces.                          |
| Jung Dong-geun | -                | 4-5, 16          | Es un fiscal.                                            |
| Jung Ah-young  | Kim Ji-ah        | 5                |                                                          |
| Jang Eui-don   | -                | 5                | Es el jefe de planificación de Taeheung.                 |
| Ko Beun-jin    | -                | 5                | Es un guardia de seguridad del apartamento.              |
| Sung Ji-ru     | -                | 6                | Es el padre de Kang Hyun-chae.                           |
| Kim Jong-ho    | Kim Joon-sub     | 6                |                                                          |
| Ban Hye-young  | -                | 6                | Es una cajera.                                           |
| Park Gi-seon   | -                | 6                |                                                          |
| Kim Sung-yong  | -                | 6                | Es el dueño de Jung Hee Diner.                           |
| Han Sa-myung   | -                | 6                | Es un empleado del motel.                                |
| Yu Yeon-seok   | -                | -                | Es un guardia de prisión.                                |
| Park Ji-ho     | -                | 11               | Es un personal de seguridad del hospital.                |
| Lee Gyu-sub    | -                | 11               | Es un hombre con deudas                                  |
| Kang Gu-ha     | -                | 12               | Es un detective.                                         |
| Kwon Ban-suk   | -                | 16               | Es un reportero de HBN.                                  |

### Apariciones especiales
| Actor          | Personaje       | Episodio donde apareció | Notas                                                                                             |
| -------------- | --------------- | ----------------------- | ------------------------------------------------------------------------------------------------- |
| Lee Si-eon     | -               | 1-2                     | Es un repartidor que se convierte en sospechoso en el caso de secuestro de la pequeña Kim Da-bin. |
| Choi Deok-moon | Kim Yoo-seok    | 5                       |                                                                                                   |
| Jung Hee-tae   | Park Joo-myeong |                         | [ 30 ]                                                                                            |

## Episodios
La serie está conformada por treinta y dos episodios, los cuales fueron emitidos todos los lunes y martes a las 9:30 (KST).
El 16 de noviembre del 2020, la MBC anunció que no emitiría el episodio de ese mismo día, debido a que transmitirían en vivo la primera ronda de la Serie Coreana de la Liga KBO 2020 entre Doosan y NC. En noviembre del 2020 la MBC anunció que la serie había pospuesto sus filmaciones, para el día 23 de noviembre del mismo año, ya que transmitirán la quinta ronda de la Serie Coreana de la Liga KBO. Ocasionando que el séptimo episodio se emitiera junto al octavo episodio el 24 de noviembre del mismo año a partir de las 9:20 KST.

### Ratings
Los números en color rojo indican las calificaciones más bajas, mientras que los números en azul indican las calificaciones más altas.
| Ep.      | Parte    | Fecha de emisión        | Participación promedio de audiencia (AGB Nielsen) |
| -------- | -------- | ----------------------- | ------------------------------------------------- |
| 1        | 1        | 26 de octubre de 2020   | 2.7%                                              |
| 1        | 2        | 26 de octubre de 2020   | 3.7%                                              |
| 2        | 1        | 27 de octubre de 2020   | 2.7%                                              |
| 2        | 2        | 27 de octubre de 2020   | 3.1%                                              |
| 3        | 1        | 2 de noviembre de 2020  | 3.0%                                              |
| 3        | 2        | 2 de noviembre de 2020  | 3.3%                                              |
| 4        | 1        | 3 de noviembre de 2020  | 3.0%                                              |
| 4        | 2        | 3 de noviembre de 2020  | 3.5%                                              |
| 5        | 1        | 10 de noviembre de 2020 | 3.1%                                              |
| 5        | 2        | 10 de noviembre de 2020 | 3.4%                                              |
| 6        | 1        | 16 de noviembre de 2020 | 3.3%                                              |
| 6        | 2        | 16 de noviembre de 2020 | 3.0%                                              |
| 7        | 1        | 24 de noviembre de 2020 | 2.6%                                              |
| 7        | 2        | 24 de noviembre de 2020 | 2.7%                                              |
| 8        | 1        | 24 de noviembre de 2020 | 3.0%                                              |
| 8        | 2        | 24 de noviembre de 2020 | 3.8%                                              |
| 9        | 1        | 30 de noviembre de 2020 | 3.4%                                              |
| 9        | 2        | 30 de noviembre de 2020 | 3.2%                                              |
| 10       | 1        | 1 de diciembre de 2020  | 3.5%                                              |
| 10       | 2        | 1 de diciembre de 2020  | 2.8%                                              |
| 11       | 1        | 7 de diciembre de 2020  | 3.1%                                              |
| 11       | 2        | 7 de diciembre de 2020  | 2.7%                                              |
| 12       | 1        | 8 de diciembre de 2020  | 2.9%                                              |
| 12       | 2        | 8 de diciembre de 2020  | 2.6%                                              |
| 13       | 1        | 14 de diciembre de 2020 | 2.9%                                              |
| 13       | 2        | 14 de diciembre de 2020 | 2.7%                                              |
| 14       | 1        | 15 de diciembre de 2020 | 3.5%                                              |
| 14       | 2        | 15 de diciembre de 2020 | 2.6%                                              |
| 15       | 1        | 21 de diciembre de 2020 | 2.7%                                              |
| 15       | 2        | 21 de diciembre de 2020 | 2.2%                                              |
| 16       | 1        | 22 de diciembre de 2020 | 3.3%                                              |
| 16       | 2        | 22 de diciembre de 2020 | 3.3%                                              |
| Promedio | Promedio | Promedio                | 3.0%                                              |

## Música
El OST de la serie está conformado por las siguientes canciones:

### Parte 1
| No. | Intérprete  | Canción               | Letra                 | Música                           | Duración |
| --- | ----------- | --------------------- | --------------------- | -------------------------------- | -------- |
| 1   | It's (이츠) | "Like A Star"         | Norwegian Wood y iT's | Norwegian Wood, iT's y Gu Ye-bin | 2:37     |
| 2   |             | "Like A Star" (Inst.) | -                     | Norwegian Wood, iT's y Gu Ye-bin | 2:37     |

### Parte 2
| No. | Intérprete | Canción                             | Letra        | Música       | Duración |
| --- | ---------- | ----------------------------------- | ------------ | ------------ | -------- |
| 1   | Juho       | "I Live a Day" (너라는 하루를 살아) | Juho y B.O.K | Juho y B.O.K | 4:03     |
| 2   |            | "I Live a Day" (Inst.)              | -            | Juho y B.O.K | 4:03     |

### Parte 3
| No. | Intérprete | Canción            | Letra                         | Música                        | Duración |
| --- | ---------- | ------------------ | ----------------------------- | ----------------------------- | -------- |
| 1   | Hajin      | "Own Pain"         | Yoon Sang-jo y Kang Yeon-wook | Yoon Sang-jo y Kang Yeon-wook | 3:26     |
| 2   |            | "Own Pain" (Inst.) | -                             | Yoon Sang-jo y Kang Yeon-wook | 3:26     |

### Parte 4
| No. | Intérprete     | Canción                   | Letra     | Música                                   | Duración |
| --- | -------------- | ------------------------- | --------- | ---------------------------------------- | -------- |
| 1   | Jeong Dong-won | "Next Story" (다음이야기) | Kim Na-ra | Kim Na-ra, Yoon Sang-jo y Kang Yeon-wook | 4:25     |
| 2   |                | "Next Story" (Inst.)      | -         | Kim Na-ra, Yoon Sang-jo y Kang Yeon-wook | 4:25     |

### Parte 5
| No. | Intérprete | Canción        | Letra                    | Música                   | Duración |
| --- | ---------- | -------------- | ------------------------ | ------------------------ | -------- |
| 1   | Tart       | "Pray"         | Ursa Major y Park Shi-on | Ursa Major y Park Shi-on | 3:10     |
| 2   |            | "Pray" (Inst.) | -                        | Ursa Major y Park Shi-on | 3:10     |

### Parte 6
| No. | Intérprete   | Canción                | Letra                          | Música                    | Duración |
| --- | ------------ | ---------------------- | ------------------------------ | ------------------------- | -------- |
| 1   | Kim Tae-hyun | "Scattered" (흩어져가) | Kim Tae-hyun (de The Brothers) | Kim Tae-hyun y Ursa Major | 3:49     |
| 2   |              | "Scattered" (Inst.)    | -                              | Kim Tae-hyun y Ursa Major | 3:49     |

### Parte 7
| No. | Intérprete | Canción                                      | Letra                       | Música                    | Duración |
| --- | ---------- | -------------------------------------------- | --------------------------- | ------------------------- | -------- |
| 1   | Gawon      | "Stopped" (헤어진 그날에 모든게 멈춰져 있어) | Pil Seung Bool Pae y Almond | Pil Seung Bool Pae y 1L2L | 2:34     |
| 2   |            | "Stopped" (Inst.)                            | -                           | Pil Seung Bool Pae y 1L2L | 2:34     |

### Parte 8
| No. | Intérprete      | Canción                   | Letra                       | Música       | Duración |
| --- | --------------- | ------------------------- | --------------------------- | ------------ | -------- |
| 1   | Kang Seung-yoon | "Can You Hear Me"         | Pil Seung Bool Pae y Almond | Han Sang-won | 2:51     |
| 2   |                 | "Can You Hear Me" (Inst.) | -                           | Han Sang-won | 2:51     |

### Parte 9
| No. | Intérpretes | Canción                 | Letra                       | Música             | Duración |
| --- | ----------- | ----------------------- | --------------------------- | ------------------ | -------- |
| 1   | A.C.E       | "Where Are You"         | Pil Seung Bool Pae y Almond | Pil Seung Bool Pae | 3:41     |
| 2   |             | "Where Are You" (Inst.) | -                           | Pil Seung Bool Pae | 3:41     |

### Parte 10
| No. | Intérprete                | Canción                | Letra                              | Música                     | Duración |
| --- | ------------------------- | ---------------------- | ---------------------------------- | -------------------------- | -------- |
| 1   | Jung Ga-yi (de Wine Loop) | "Stay With Me"         | Pil Seung Bool Pae, Jamie y Almond | Pil Seung Bool Pae y Jamie | 3:45     |
| 2   |                           | "Stay With Me" (Inst.) | -                                  | Pil Seung Bool Pae y Jamie | 3:45     |

### Parte 11
| No. | Intérpretes | Canción                                             | Letra                                   | Música                          | Duración |
| --- | ----------- | --------------------------------------------------- | --------------------------------------- | ------------------------------- | -------- |
| 1   | The Daisy   | "I Cry and Miss You" (울다가 또 너를 그리워 하다가) | Pil Seung Bool Pae, Yoo Ji-hee y Almond | Pil Seung Bool Pae y Yoo Ji-hee | 3:45     |
| 2   |             | "I Cry and Miss You" (Inst.)                        | -                                       | Pil Seung Bool Pae y Yoo Ji-hee | 3:45     |

### Parte 12
| No. | Intérprete     | Canción                    | Letra                       | Música                           | Duración |
| --- | -------------- | -------------------------- | --------------------------- | -------------------------------- | -------- |
| 1   | Seo Seong-hyuk | "Somehow We" (어쩌다 우리) | Pil Seung Bool Pae y Almond | Pil Seung Bool Pae y Park Ji-man | 4:12     |
| 2   |                | "Somehow We" (Inst.)       | -                           | Pil Seung Bool Pae y Park Ji-man | 4:12     |

### Parte 13
| No. | Intérprete | Canción                      | Letra                       | Música             | Duración |
| --- | ---------- | ---------------------------- | --------------------------- | ------------------ | -------- |
| 1   | Damu       | "Why Is It" (왜 이런 건가요) | Pil Seung Bool Pae y Almond | Pil Seung Bool Pae | 3:29     |
| 2   |            | "Why Is It" (Inst.)          | -                           | Pil Seung Bool Pae | 3:29     |

### Parte 14
| No. | Intérprete | Canción                              | Letra                              | Música                              | Duración |
| --- | ---------- | ------------------------------------ | ---------------------------------- | ----------------------------------- | -------- |
| 1   | The Lime   | "Heart Feels Cold" (가슴이 시리도록) | Pil Seung Bool Pae, Jamie y Almond | Pil Seung Bool Pae, Jamie y Laconic | 3:54     |
| 2   |            | "Heart Feels Cold" (Inst.)           | -                                  | Pil Seung Bool Pae, Jamie y Laconic | 3:54     |

### Parte 15
| No. | Intérprete | Canción                               | Letra                                   | Música                          | Duración |
| --- | ---------- | ------------------------------------- | --------------------------------------- | ------------------------------- | -------- |
| 1   | Lydia      | "One Day Is a Mess" (하루가 엉망이야) | Pil Seung Bool Pae, Yoo Ji-hee y Almond | Pil Seung Bool Pae y Yoo Ji-hee | 4:21     |
| 2   |            | "One Day Is a Mess" (Inst.)           | -                                       | Pil Seung Bool Pae y Yoo Ji-hee | 4:21     |

### Parte 16
| No. | Intérprete | Canción       | Letra   | Música                  | Duración |
| --- | ---------- | ------------- | ------- | ----------------------- | -------- |
| 1   | Langyee    | "Yet" (아직)  | Langyee | Langyee y Kim Sung-hyuk | 4:28     |
| 2   |            | "Yet" (Inst.) | -       | Langyee y Kim Sung-hyuk | 4:28     |

## Premios y nominaciones
| Año  | Categoría                                                                  | Premio                               | Nominado (a)                 | Resultado |
| ---- | -------------------------------------------------------------------------- | ------------------------------------ | ---------------------------- | --------- |
| 2021 | Outstanding Korean Drama                                                   | 16th Seoul International Drama Award | Kairos                       | Ganó      |
| 2020 | Top Excellence Award for an Actor in a Monday-Tuesday Drama Or Short Drama | 39th MBC Drama Award                 | Shin Sung-rok                | Ganó      |
| 2020 | Top Excellence Award, Actress in a Monday-Tuesday Miniseries / Short Drama | 39th MBC Drama Award                 | Lee Se-young                 | Nominada  |
| 2020 | Excellence Award, Actor in a Monday-Tuesday Miniseries / Short Drama       | 39th MBC Drama Award                 | Ahn Bo-hyun                  | Nominado  |
| 2020 | Excellence Award for an Actress in a Monday-Tuesday Drama or Short Drama   | 39th MBC Drama Award                 | Nam Gyu-ri                   | Ganó      |
| 2020 | Mejor actor de reparto                                                     | 39th MBC Drama Award                 | Ko Kyu-pil                   | Nominado  |
| 2020 | Mejor actriz de reparto                                                    | 39th MBC Drama Award                 | Hwang Jung-min               | Nominada  |
| 2020 | Mejor actor revelación                                                     | 39th MBC Drama Award                 | Ahn Bo-hyun                  | Ganó      |
| 2020 | Mejor actor revelación                                                     | 39th MBC Drama Award                 | Kang Seung-yoon              | Nominado  |
| 2020 | Mejor actriz revelación                                                    | 39th MBC Drama Award                 | Lee Joo-myung                | Nominada  |
| 2020 | Mejor pareja                                                               | 39th MBC Drama Award                 | Shin Sung-rok y Lee Se-young | Nominados |
| 2020 | Serie del año                                                              | 39th MBC Drama Award                 | "Kairos"                     | Nominado  |

## Producción
La serie fue dirigida por Park Seung-woo, quien contó con el apoyo del guionista Lee Soo-hyun.
Mientras que la producción estuvo en manos de Son Ok-Hyun y Kitchen Ok.
La primera lectura del guion fue realizada en agosto del 2020. Mientras que la conferencia de prensa fue realizada el 26 de octubre del mismo año.
La serie también contó con el apoyo de las compañías de producción "OH Story" y "Blossom Story".